# Jazz Tour
De Jazz Tour is de zevende tournee van de Engelse rockgroep Queen ter promotie van het album Jazz.
Deze tournee is memorabel geworden door het grote spektakel dat de band neerzette op het podium. James Henke van het tijdschrift Rolling Stone zei over het Halloween-optreden van Queen in New Orleans:
"...when they were launching a U.S. tour in support of their Jazz, album, Queen threw a bash in New Orleans that featured snake charmers, strippers, transvestites and a naked fat lady who smoked cigarettes in her crotch."
Een deel van het Europese deel van de tour werd opgenomen en uitgebracht op het livealbum Live Killers.

## Tracklijst

### Noord-Amerika
1. We Will Rock You (snel)
2. Let Me Entertain You
3. Somebody to Love
4. If You Can't Beat Them
5. Medley
6. Now I'm Here
7. Don't Stop Me Now (intro) (alleen in Chicago)
8. Spread Your Wings
9. Dreamer's Ball
10. Love of My Life
11. '39
12. It's Late
13. Brighton Rock
14. Fat Bottomed Girls
15. Keep Yourself Alive / Fun It (intro)
16. Bohemian Rhapsody
17. Tie Your Mother Down

Toegift:
1. Big Spender
2. Jailhouse Rock
3. Sheer Heart Attack
4. We Will Rock You
5. We Are the Champions
6. God Save the Queen (tape)

### Europa en Japan
1. We Will Rock You (snel)
2. Let Me Entertain You
3. Somebody to Love
4. Fat Bottomed Girls
5. Death on Two Legs
6. Killer Queen
7. Bicycle Race
8. I'm in Love with My Car
9. Get Down, Make Love
10. You're My Best Friend
11. Now I'm Here
12. Teo Torriatte (Let Us Cling Together)
13. If You Can't Beat Them
14. Don't Stop Me Now
15. Spread Your Wings
16. Dreamer's Ball
17. Love of My Life
18. '39
19. It's Late
20. Brighton Rock
21. Keep Yourself Alive / Fun It (intro)
22. Mustapha (intro)
23. Bohemian Rhapsody
24. Tie Your Mother Down

Toegift:
1. Sheer Heart Attack
2. Big Spender
3. Jailhouse Rock
4. We Will Rock You
5. We Are the Champions
6. God Save the Queen (tape)

### Duitsland
1. We Will Rock You (snel)
2. Let Me Entertain You
3. If You Can't Beat Them
4. Mustapha
5. Death on Two Legs
6. Killer Queen
7. I'm in Love with My Car
8. Get Down, Make Love
9. You're My Best Friend
10. Now I'm Here
11. Somebody to Love
12. Spread Your Wings
13. Love of My Life
14. Keep Yourself Alive
15. Drumsolo door Roger Taylor
16. Gitaarsolo door Brian May
17. Brighton Rock
18. Bohemian Rhapsody
19. Tie Your Mother Down

Eerste toegift:
1. Sheer Heart Attack
2. Jailhouse Rock

Tweede toegift:
1. We Will Rock You
2. We Are the Champions
3. God Save the Queen (tape)

## Tourdata

### Noord-Amerika
- 28 oktober 1978 - Dallas, Texas, Verenigde Staten - Dallas Convention Center
- 29 oktober 1978 - Memphis, Tennessee, Verenigde Staten - Mid-South Coliseum
- 31 oktober 1978 - New Orleans, Louisiana, Verenigde Staten - Civic Auditorium
- 3 november 1978 - Hollywood, Florida, Verenigde Staten - Hollywood Sportatorium
- 4 november 1978 - Lakeland, Florida, Verenigde Staten - Lakeland Center
- 6 november 1978 - Washington D.C., District of Columbia, Verenigde Staten - Capital Centre
- 7 november 1978 - New Haven, Connecticut, Verenigde Staten - New Haven Coliseum
- 9 en 10 november 1978 - Detroit, Michigan, Verenigde Staten - Cobo Arena
- 11 november 1978 - Kalamazoo, Michigan, Verenigde Staten - Wings Stadium
- 13 november 1978 - Boston, Massachusetts, Verenigde Staten - Boston Garden
- 14 november 1978 - Providence, Rhode Island, Verenigde Staten - Providence Civic Center
- 16 en 17 november 1978 - New York, Verenigde Staten - Madison Square Garden
- 19 november 1978 - Uniondale, New York, Verenigde Staten - Nassau Coliseum
- 20 november 1978 - Philadelphia, Pennsylvania, Verenigde Staten - The Spectrum
- 22 november 1978 - Nashville, Tennessee, Verenigde Staten - Municipal Auditorium
- 23 november 1978 - Saint Louis, Missouri, Verenigde Staten - Checkerdome
- 25 november 1978 - Cleveland, Ohio, Verenigde Staten - Richfield Coliseum
- 26 november 1978 - Cincinnati, Ohio, Verenigde Staten - Riverfront Coliseum
- 28 november 1978 - Buffalo, New York, Verenigde Staten - War Memorial Auditorium
- 30 november 1978 - Ottawa, Canada - Ottawa Civic Centre
- 1 december 1978 - Montreal, Canada - Montreal Forum
- 3 en 4 december 1978 - Toronto, Canada - Maple Leaf Gardens
- 6 december 1978 - Madison, Wisconsin, Verenigde Staten - Dane County Coliseum
- 7 december 1978 - Chicago, Illinois, Verenigde Staten - Chicago Stadium
- 8 december 1978 - Kansas City, Missouri, Verenigde Staten - Kemper Arena
- 12 december 1978 - Seattle, Washington, Verenigde Staten - Seattle Coliseum
- 13 december 1978 - Portland, Oregon, Verenigde Staten - Portland Coliseum
- 14 december 1978 - Vancouver, Canada - PNE Coliseum
- 16 december 1978 - Oakland, Californië, Verenigde Staten - Coliseum Arena
- 18, 19 en 20 december 1978 - Inglewood, Californië, Verenigde Staten - The Forum

### Europa (Live Killers)
- 17 januari 1979 - Hamburg, Duitsland - Ernst-Merck Halle
- 18 januari 1979 - Kiel, Duitsland - Ostseehalle
- 20 januari 1979 - Bremen, Duitsland - Stadthalle
- 21 januari 1979 - Dortmund, Duitsland - Westfalenhalle
- 23 januari 1979 - Hannover, Duitsland - Coliseum
- 24 januari 1979 - Berlijn, Duitsland - Messesportspalace
- 26 en 27 januari 1979 - Brussel, België - Vorst Nationaal
- 29 en 30 januari 1979 - Rotterdam, Nederland - Ahoy
- 1 februari 1979 - Keulen, Duitsland - Sporthalle
- 2 februari 1979 - Frankfurt am Main, Duitsland - Festhalle
- 4 februari 1979 - Zürich, Zwitserland - Hallenstadion
- 6 februari 1979 - Zagreb, Joegoslavië - Dom Sportova
- 7 februari 1979 - Ljubljana, Joegoslavië - Hala Tivoli
- 9 februari 1979 - Warschau, Polen - Sala Kongresowa
- 11 februari 1979 - München, Duitsland - Rudi-Sedlmayer-Halle
- 13 februari 1979 - Stuttgart, Duitsland - Sporthalle
- 15 februari 1979 - Saarbrücken, Duitsland - Saarlandhalle
- 17 februari 1979 - Lyon, Frankrijk - Palais des Sports
- 19, 20 en 21 februari 1979 - Barcelona, Spanje - Palacio de los Deportes
- 23 februari 1979 - Madrid, Spanje - Pabellon de Real Madrid
- 25 februari 1979 - Poitiers, Frankrijk - Les Arenes
- 27, 28 februari en 1 maart 1979 - Parijs, Frankrijk - Pavillon de Paris

### Japan
- 13 en 14 april 1979 - Tokio, Japan - Nippon Budokan
- 19 en 20 april 1979 - Osaka, Japan - Festival Hall
- 21 april 1979 - Kanazawa, Japan - Jissen-rinri Memorial Hall
- 23, 24 en 25 april 1979 - Tokio, Japan - Nippon Budokan
- 27 april 1979 - Kobe, Japan - Kobe Central Gymnasium
- 28 april 1979 - Nagoya, Japan - International Display
- 30 april en 1 mei 1979 - Fukuoka, Japan - Kyuden Memorial Gymnasium
- 2 mei 1979 - Yamaguchi, Japan - Prefectural Athletic Association
- 5 en 6 mei 1979 - Sapporo, Japan - Makomanai Ice Arena

### Speciaal optreden
- 18 augustus 1979 - Saarbrücken, Duitsland - Ludwigsparkstadion